# Сен-Мішель-сюр-Орж (кантон)
Сен-Міше́ль-сюр-Орж (фр. Saint-Michel-sur-Orge) — кантон у Франції, в департаменті Ессонн регіону Іль-де-Франс.

## Склад кантону
Кантон включає в себе 1 муніципалітет:
| Муніципалітет      | Площа | Населення, осіб | Рік  |
| ------------------ | ----- | --------------- | ---- |
| Сен-Мішель-сюр-Орж | 5,29  | 20148           | 2007 |

## Консули кантону
| Період    | Консул              | Посада                                |
| --------- | ------------------- | ------------------------------------- |
| 1982—2014 | Jean-Loup Englander | Мер муніципалітету Сен-Мішель-сюр-Орж |

| Франція | Це незавершена стаття з географії Франції. Ви можете допомогти проєкту, виправивши або дописавши її. |